# Sandoval (Familienname)
Sandoval ist ein spanischer Familienname.

## Namensträger

### A
- Álvaro Sandoval (* 1990), mexikanischer Moderner Fünfkämpfer
- Andrés Sandoval (1924–2004), venezolanischer Komponist
- Ángel Sandoval Peña (1871–1941), bolivianischer Anwalt und Politiker
- Angélica de Jesús Ortiz Sandoval (1924–1996), mexikanische Filmproduzentin und Drehbuchautorin, siehe Angélica Ortiz
- Arcoiris Sandoval (* ≈1994), US-amerikanische Jazzmusikerin
- Armando Cuitlahuac Amador Sandoval (1897–1981), mexikanischer Botschafter
- Arturo Sandoval (* 1949), kubanisch-US-amerikanischer Trompeter
- Agustín Sandoval (* 1947), spanischer Turner

### B
- Baltasar de Moscoso y Sandoval (1589–1665), spanischer Kardinal der römisch-katholischen Kirche
- Bernardo de Sandoval y Rojas (1546–1618), spanischer Kardinal der römisch-katholischen Kirche und Erzbischof von Toledo
- Brian Sandoval (* 1963), US-amerikanischer Politiker

### C
- Carlos Sandoval (1928–unbekannt), guatemaltekischer Radrennfahrer
- Cristóbal de Rojas y Sandoval (1502–1580), Erzbischof von Sevilla

### D
- David Ernesto Panama Sandoval (* 1950), salvadorianischer Politiker und Diplomat
- Diego Reyes Sandoval (* 1990), honduranischer Fußballspieler

### E
- Esther Sandoval (1928–2006), puerto-ricanische Schauspielerin
- Eulogio Sandoval (1922–?), bolivianischer Fußballspieler

### F
- Fernando Sandoval (1942–2020), brasilianischer Wasserballspieler
- Francisco Sandoval (* 1924), guatemaltekischer Sportschütze
- Francisco Gómez de Sandoval y Rojas (1553–1625), spanischer Kardinal der römisch-katholischen Kirche

### G
- Gael Sandoval (* 1995), mexikanischer Fußballspieler
- Gaspar de la Cerda Sandoval Silva y Mendoza (1653–1697), Vizekönig von Neuspanien
- Gonzalo de Sandoval (1497–1527), spanischer Konquistador

### H
- Hope Sandoval (* 1966), US-amerikanische Sängerin und Songschreiberin

### J
- Jairo Mora Sandoval (1987–2013), costa-ricanischer Biologe
- Jery Sandoval (* 1986), kolumbianische Filmschauspielerin, Fotomodell, Sängerin
- Jonathan Sandoval (* 1987), uruguayischer Fußballspieler
- José Alfredo Jiménez Sandoval (1926–1974), mexikanischer Sänger und Komponist, siehe José Alfredo Jiménez
- José León Sandoval (1789–1854), nicaraguanischer Politiker und Supremo Director (1845–1847)
- José Ramón Sandoval (* 1968), spanischer Fußballtrainer
- Juan Sandoval Íñiguez (* 1933), mexikanischer Geistlicher, Erzbischof von Guadalajara
- Juan Manuel González Sandoval (* 1964), mexikanischer Geistlicher, Bischof von Tarahumara
- Julio Sandoval (* 1971), guatemaltekischer Sportschütze
- Julio Terrazas Sandoval (1936–2015), Erzbischof von Santa Cruz de la Sierra

### K
- Kevin Sandoval (* 1962), guatemaltekischer Fußballspieler

### L
- Luis Sandoval (Ringer) (* 1962), panamaischer Ringer
- Luis Alonso Sandoval (* 1981), mexikanischer Fußballspieler
- Luis Frías Sandoval († 2006), dominikanischer Chordirigent
- Luis Adriano Piedrahíta Sandoval (1946–2021), kolumbianischer Geistlicher, Bischof von Santa Marta

### M
- Mariano José Parra Sandoval (* 1947), venezolanischer Geistlicher, Bischof von Ciudad Guayana
- Marcelo Sandoval (* 1976), chilenischer Radrennfahrer
- Mario Sandoval (* 1991), chilenischer Fußballspieler
- Mauricio Sandoval (* 1998), bolivianischer Hürdenläufer
- Miguel Sandoval (* 1951), US-amerikanischer Schauspieler
- Miguel Ángel Sandoval (* 1949), guatemaltekischer Soziologe und Menschenrechtler

### N
- Nancy Sandoval (* 1999), salvadorianische Hürdenläuferin
- Nitzar Sandoval (* 1988), nicaraguanischer Fußballschiedsrichter

### P
- Peter Sandoval (1947–2020), guatemaltekischer Fußballspieler

### R
- Rafael Sandoval Sandoval (* 1947), mexikanischer Geistlicher, Bischof von Autlán
- Ramón Sandoval (* 1956), chilenischer Leichtathlet
- Richard Sandoval (1960–2024), US-amerikanischer Boxer
- Rodolfo Sandoval (* 1948), uruguayischer Fußballspieler
- Rubí Sandoval (* 1984), mexikanische Fußballspielerin

### S
- Sonny Sandoval (* 1974), US-amerikanischer Sänger und Rapper

### V
- Vicente Lachner Sandoval (1868–1947), costa-ricanischer Biologe, Arzt und Pädagoge

### W
- Waldo Sandoval (* 1933), chilenischer Mittelstreckenläufer